# Estação Guelatao
A Estação Guelatao é uma das estações do Metrô da Cidade do México, situada na Cidade do México, entre a Estação Tepalcates e a Estação Peñón Viejo. Administrada pelo Sistema de Transporte Colectivo, faz parte da Linha A.
Foi inaugurada em 12 de agosto de 1991. Localiza-se no cruzamento do Estrada Ignacio Zaragoza com a Rua General Miguel Lira e a Rua Ortega. Atende o bairro Voceadores, situado na demarcação territorial de Iztapalapa. A estação registrou um movimento de 6.836.208 passageiros em 2016.